# Mette Henriksdatter Gøye
Mette Henriksdatter Gøye (Gjøe) (født 27. juni 1599 på Skørringe, død 17. oktober 1664 i København) var en dansk adelsdame.
Hun var datter af godsejer Henrik Gøye (1562-1611) og Birgitte Brahe (1576-1619).
Efter faderens død i 1611 blev brødrene opdraget hos mosteren Sophie Axelsdatter Brahe og dennes mand, teologen og rigsråden Holger Rosenkrantz på Rosenholm. Ved moderens død i 1619 kom også Mette og hendes søster Anne til Rosenholm. Efter onklens død i 1642 tilbragte hun resten af livet i København, heraf 18 år hos sin slægtning, kansler Christen Thomesen Sehested på Kongens Nytorv.
Hendes liv kendes fra en selvbiografi.